# Colias erate
The Eastern Pale Clouded Yellow (Colias erate) là một loài bướm thuộc họ Pieridae. Nó được tìm thấy ở South-eastern châu Âu, through Thổ Nhĩ Kỳ over Central châu Á up to Nhật Bản và Đài Loan. South, its range stretches to Somalia và Ethiopia.
Sải cánh dài 23–26 mm. Chúng bay in tháng 5 đến tháng 9 làm hai đợt.
Ấu trùng ăn various Fabaceae species, such as Medicago sativa and Medicago, Trifolium, Onobrychis and Melilotus species.

## Hình ảnh

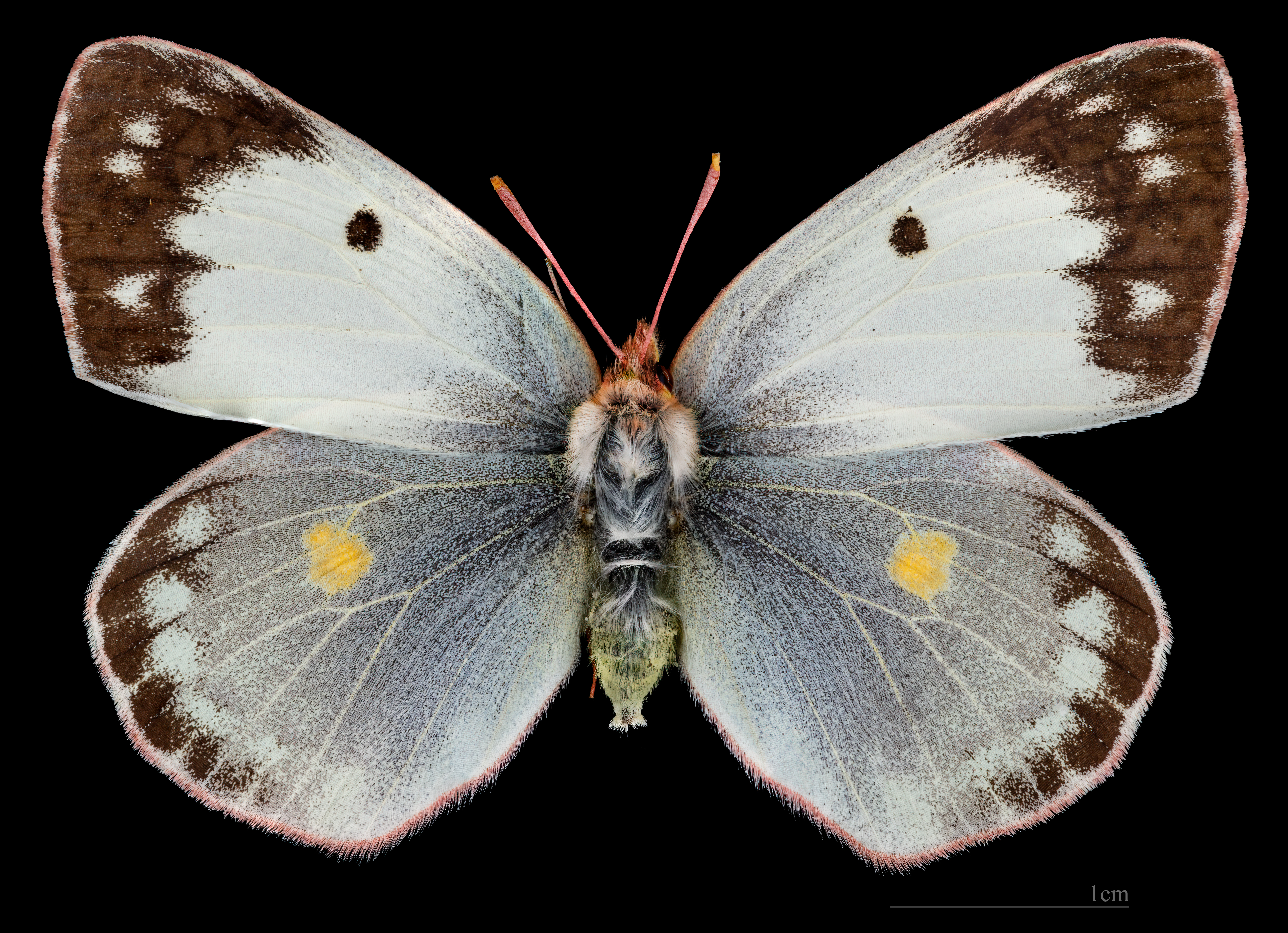
Colias erate erate f. pallida

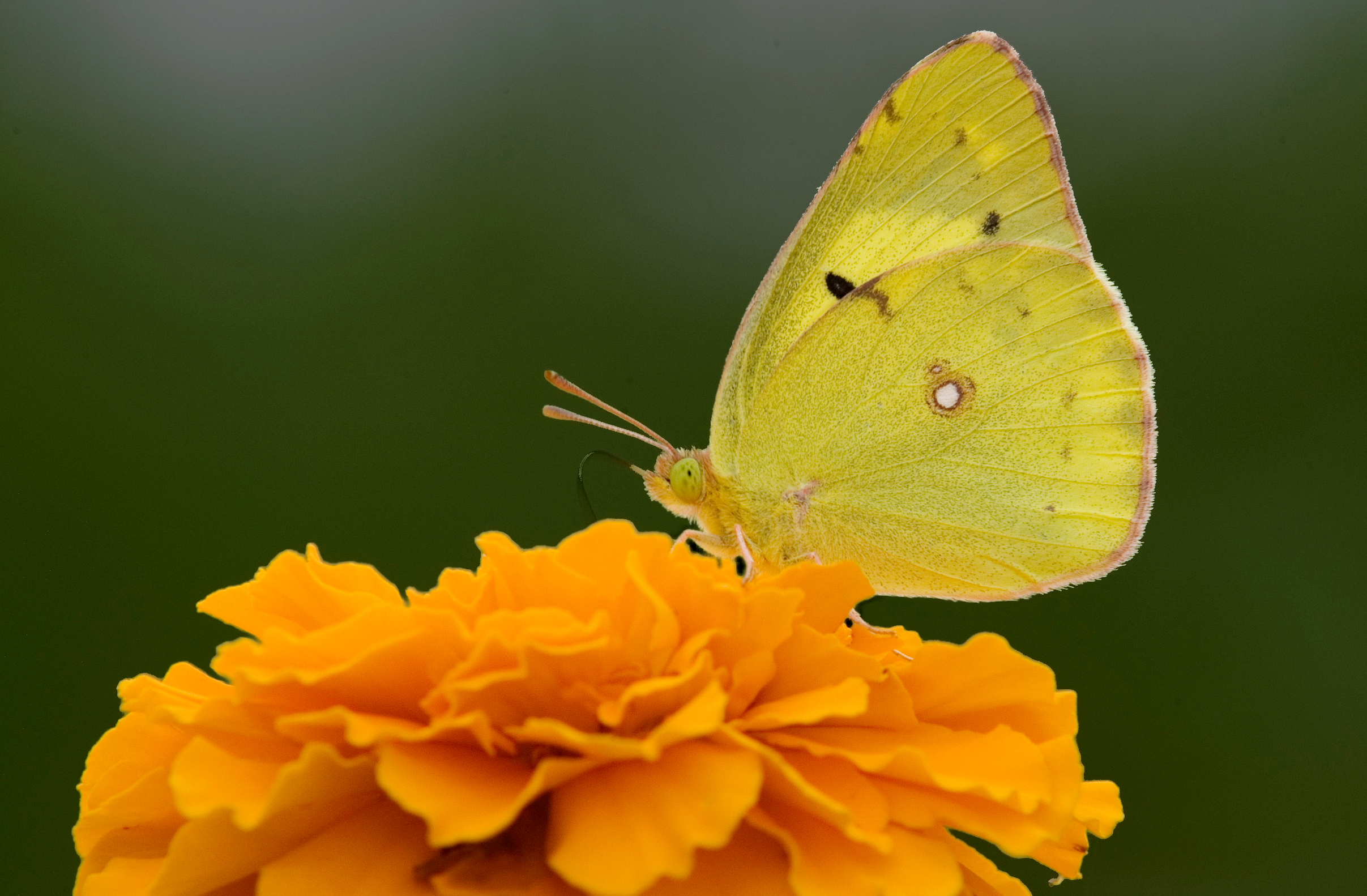
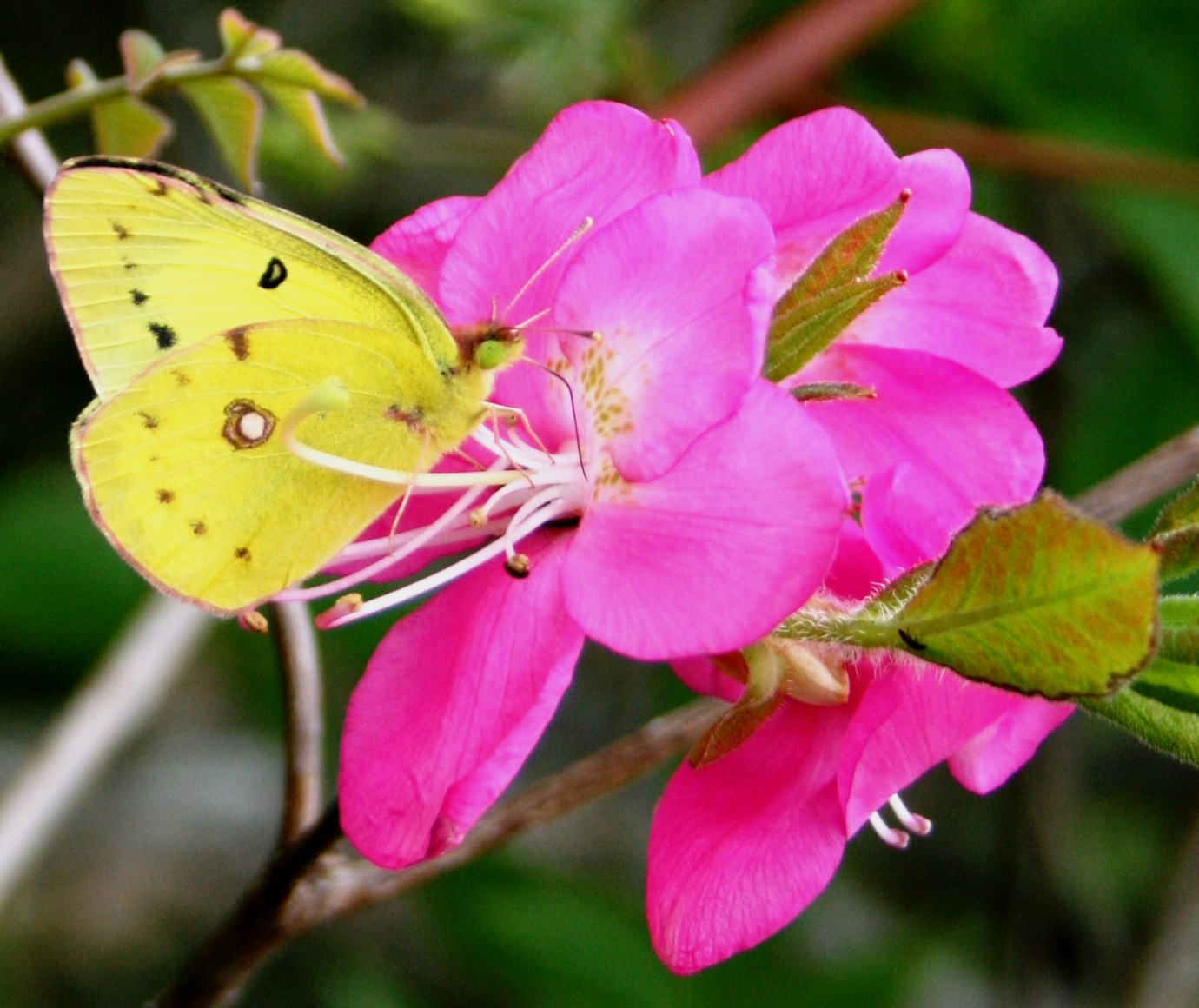

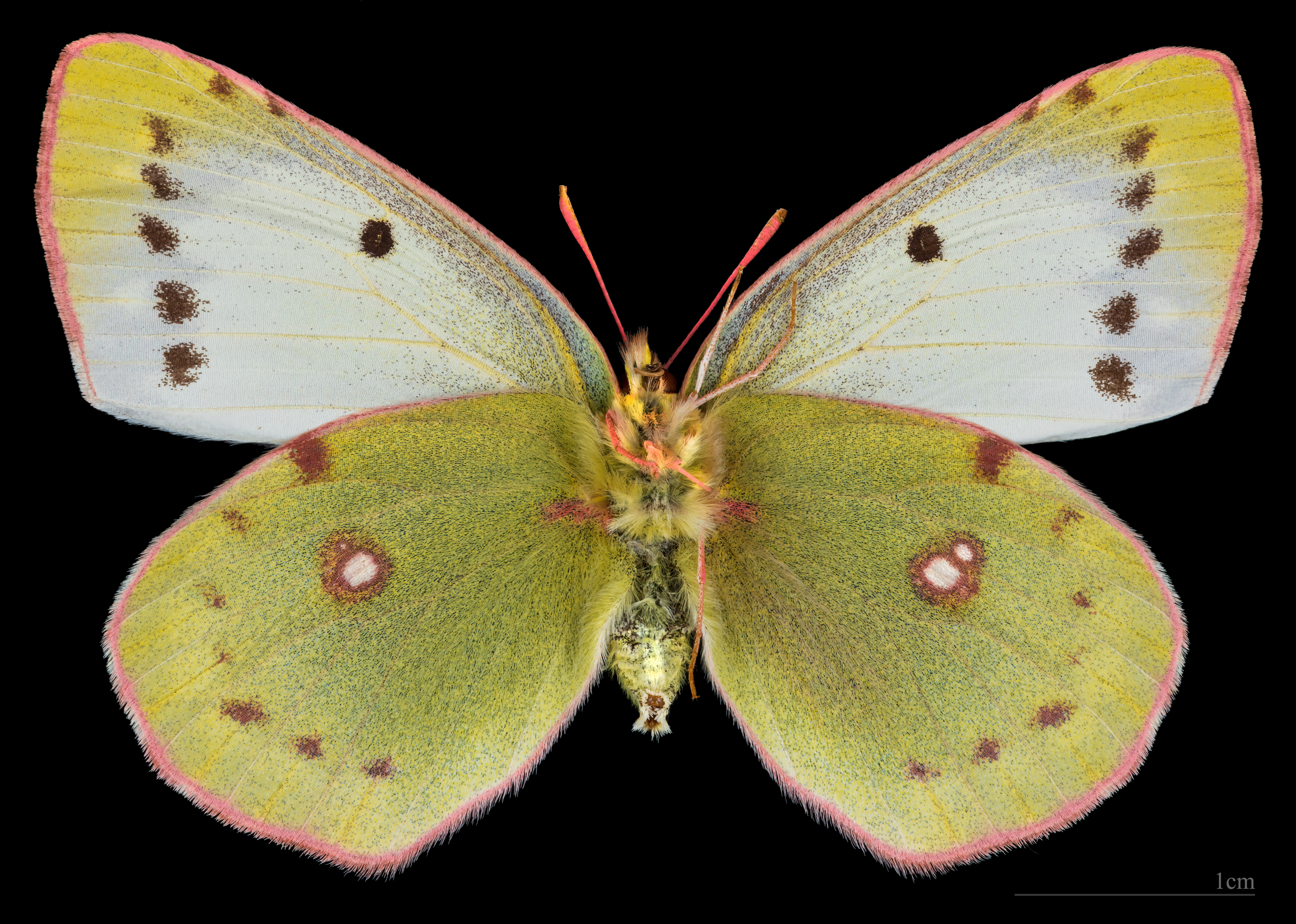
Colias erate erate f. pallida△